# Sindicat de Treballadores i Treballadors-Intersindical de les Illes Balears

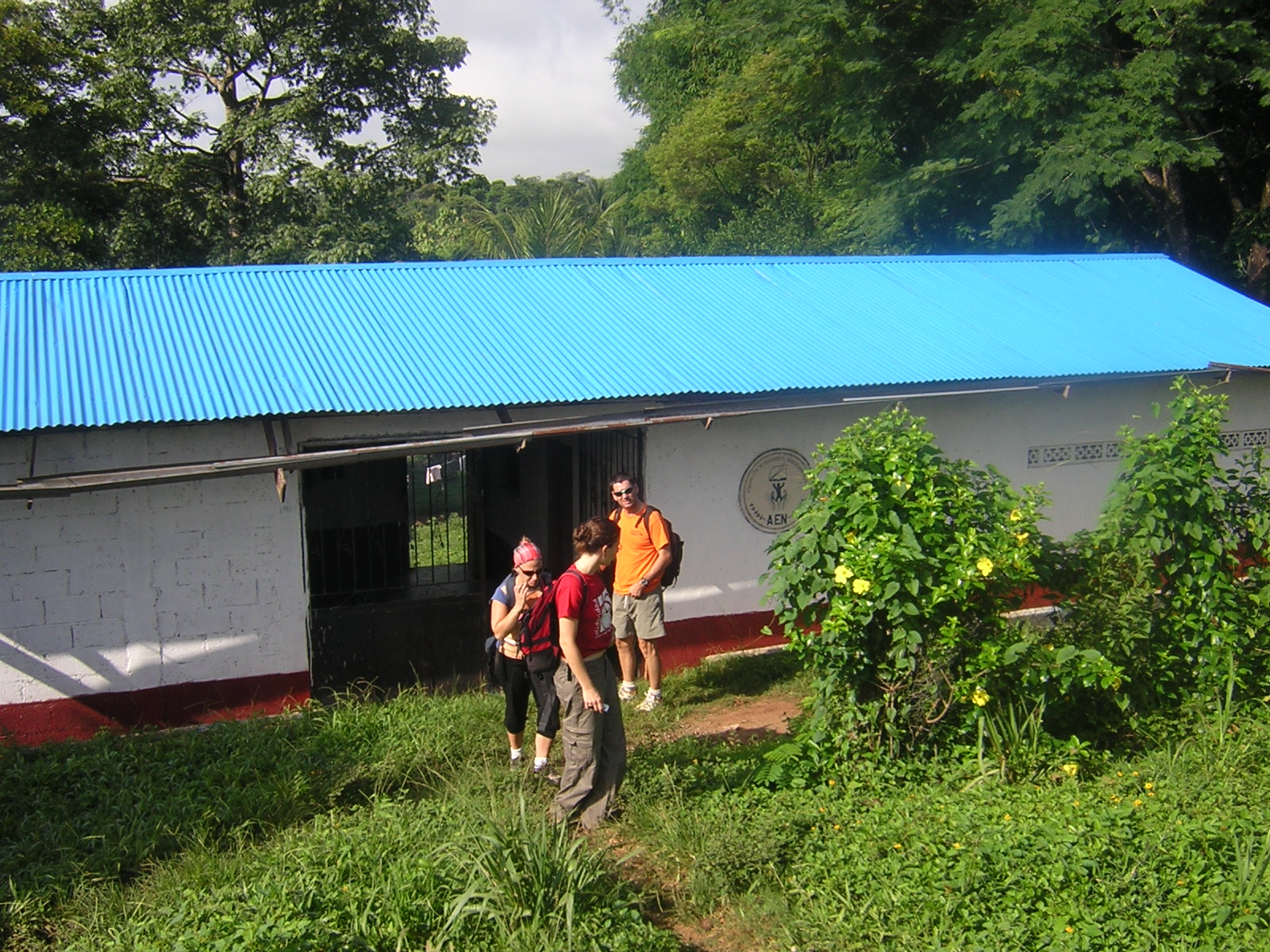
Cooperants d'Ensenyants Solidaris a la seu de l'Asociación de Educadores Noroccidentales, Guatemala, Agost 2007.

Sindicat de Treballadores i Treballadors-Intersindical de les Illes Balears, anteriorment Sindicat de Treballadors de l'Ensenyament de les Illes-Intersindical (STEI-i), és un sindicat fundat el 1977 a Palma (Mallorca) i que pretén agrupar tots els treballadors del sector de l'ensenyament.

## Història
Pretenia construir un sindicalisme unitari que concentrés, des de posicions progressistes, la majoria dels treballadors i treballadores de l'ensenyament. Aquest model rompia amb el professionalisme i el corporativisme de l'antic sindicat vertical i volia la democratització del sistema educatiu a tots els àmbits, tant en els continguts i les estructures com en el funcionament. Un sindicalisme que defensés tots el treballadors i les treballadores de l'ensenyament, docents i no docents. El gener de 1976 havia començat a funcionar una Coordinadora de Mestres Estatals, que el febrer va organitzar una vaga de mestres estatals. En el seu primer congrés, el dia 1 de desembre de 1978, es va elegir secretari general a Pere Rios. El 7 de febrer de 1978 es va constituir el sindicat a Eivissa i Formentera. El 1979 es va fer càrrec de l'organització de l'Escola d'Estiu, que tenia els seus orígens a l'any 1968. El 1990 va rebre un dels Premis 31 de desembre atorgats per l'OCB.
En el vuitè congrés, de maig de 2004, amb Mariví Mengual com a cap visible del sindicat, s'aprovà constituir-se en intersindical juntament amb el Sindicat de Treballadors de les Illes Balears, amb representants a l'Ajuntament d'Eivissa i a Correus, passant a denominar-se STEI-i. En 2016, en l'onzè congrés. fou escollit con a secretari general Miquel Gelabert Fuli, que fou reelegit el dotzè congrés en 2021.

## Pissarra
Pissarra és l'òrgan d'expressió de l'STEI, publicada en català a partir de l'1 de setembre de 1977. El número 1 va aparèixer amb l'encapçalament "Pissarra. Sindicat de Mestres Estatals - Sindicat d'Ensenyança Privada (cap el Sindicat d'Ensenyança). Butlletí Informatiu Sindical Illes". El Sindicat de Mestres Estatals havien fet l'assemblea constituent el 17 de juny de 1977. La revista va aparèixer com el butlletí informatiu quinzenal d'aquestes entitats i volia combinar una part formativa (sindical, laboral, jurídica...) amb números monogràfics dedicats a qüestions pedagògiques. L'editava la Comissió d'Informació dels dos sindicats i pretenia fer ús del castellà i el català, plantejant l'ús didàctic dels materials folklòrics amb finalitat divulgativa i reivindicativa de la cultura popular. D'acord amb aquests plantejaments, ha ocupat gairebé en solitari un espai de comunicació entre els ensenyants, sobre les seves reivindicacions laborals, però també s'ha compromès amb una escola pública, democràtica, laica, gratuïta i arrelada en una cultura i una llengua pròpies.
En una primera fase fins al número 8 se'n publicaren 2 exemplars cada mes, passant a publicar-se mensualment. A partir del número 10 es va simplificar la capçalera i hi va quedar només el títol "Pissarra", amb l'afegit de "Butlletí Informatiu Sindical de les Illes". A partir del número 14 la revista va canviar de format i de responsables, sent coordinada per Albert Catalan. A partir del número 15, en 1978 es va canviar el nom a "Pissarra. Butlletí Informatiu del STEI". Amb el número 21 va sortir el suplement "Paraula", dedicat a l'ensenyament en català. A partir del número 23 s’edità cada dos mesos, i posteriorment, quadrimestral. En 2012 va començar a publicar la seva versió digital, i en 2017 es va editar un número especial per celebrar el seu 40è aniversari i va endegar una secció específica per als mestres jubilats.